# Palazzo Hercolani-Bonora
Il palazzo Hercolani-Bonora è un palazzo cinquecentesco che si trova in via Santo Stefano 30, nel centro storico di Bologna, in Emilia-Romagna.

## Storia

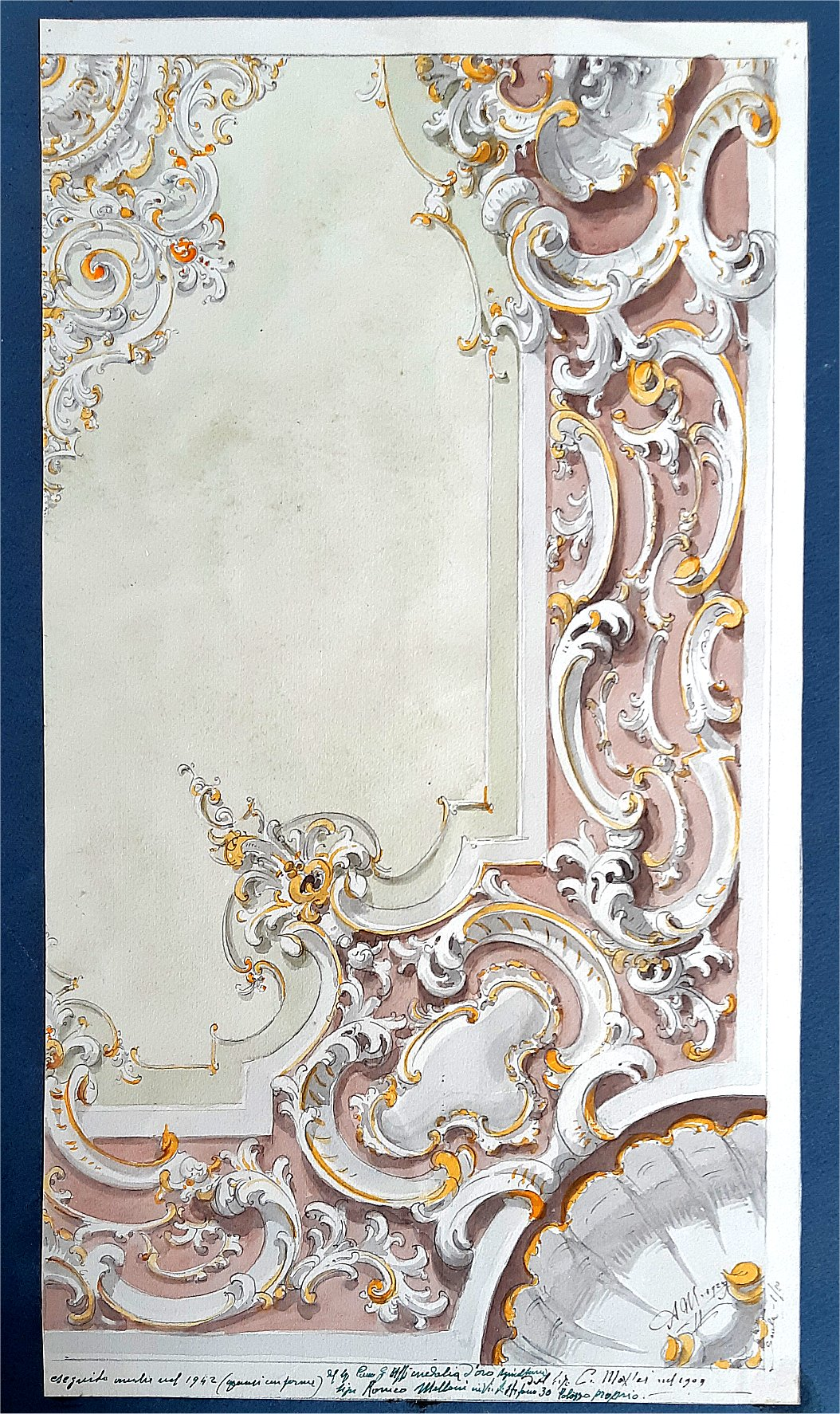
Bozzetto per la decorazione del plafone di Antonio Mosca.

Il palazzo è stato residenza prima degli Hercolani, poi dei conti Bonora e dagli anni Trenta del XX secolo della famiglia del commendatore Romeo Melloni.
Nel 1912 fu ristrutturato dall'architetto Edoardo Collamarini con la collaborazione di vari artisti, Sante Mingazzi e Silverio Montaguti tra gli altri.
La restrutturazione alterò radicalmente l'aspetto originario del palazzo. 
Negli anni Dieci del Novecento il palazzo ospitò varie esposizioni, tra cui l'Esposizione nazionale della guerra del 1918-1919.
Nel 1942 gli interni furono decorati dal pittore Antonio Mosca, come attestano dei bozzetti per la decorazione di plafoni e la relativa fattura.
Nel 2002 divenne proprietà dell'Università di Bologna per volontà testamentaria di Luisa Fanti Melloni, nuora di Romeo Melloni, che diede seguito alla volontà manifestata, prima dal suocero e poi dal marito Vincenzo Melloni, di lasciare l'ingente patrimonio della famiglia, stimato in cinquanta milioni di Euro, per finanziare la ricerca in campo medico. Il palazzo è sede della Fondazione Fanti Melloni.